# 森トラスト・ホテルリート投資法人
森トラスト・ホテルリート投資法人（もりトラストホテルリートとうしほうじん）は、かつて存在した投資法人（東証上場、J-REIT）。2023年3月1日に森トラスト総合リート投資法人に吸収合併され、森トラストリート投資法人になった。

## 概要
森トラスト及び森トラスト・ホテルズ&リゾーツがスポンサーのホテル特化型J-REITである。資産運用会社は、スポンサー2社出資の「森トラスト・アセットマネジメント株式会社」である。
2023年3月1日に、同じく森トラストがスポンサーの森トラスト総合リート投資法人に吸収合併され消滅した。

## 沿革
- 2016年1月15日 - 本投資法人の設立。
- 2017年2月7日 - 東証に上場。
- 2023年2月27日 - 上場廃止
- 2023年3月1日 - 森トラスト総合リート投資法人に吸収合併され消滅。同日、森トラスト総合リート投資法人は森トラストリート投資法人に商号変更

## ポートフォリオ
2020年8月31日時点の所有物件は以下の通り。
- シャングリ・ラ ホテル 東京
- ヒルトン小田原リゾート&スパ（信託受益権準共有持分50%）
- コートヤード・バイ・マリオット 東京ステーション
- コートヤード・バイ・マリオット 新大阪ステーション（共有持分74%）
- ホテルサンルートプラザ新宿